# Trio en fa mineur pour violon, violoncelle et piano
Le Trio en fa mineur pour violon, violoncelle et piano (H. 6) d'Arthur Honegger est une œuvre de musique de chambre composée en 1914 et demeurée inédite.

## Genèse
Le jeune Honegger dépassé la vingtaine quand ses premières compositions d'importance sont écrites. Né au Havre de parents Zurichois, il vient de passer deux ans entre 1909 et 1911 à Zurich sous les auspices du professeur et directeur d'école Friedrich Hegar. De ces premières compositions, seules quelques pièces ont été conservées, comme Scherzo, Humoresque, Adagio espressivo pour piano, composé en 1910. En août 1914, Honegger se met à la composition d'un trio pour violon, violoncelle et piano. Ce trio ne comporte qu'un seul mouvement, soit parce que le compositeur n'a écrit que celui-ci ou bien parce que les autres mouvements sont perdus. L'unique mouvement est achevé en octobre et l'œuvre est présenté à son professeur Charles-Marie Widor qui la trouve à son goût.

## Structure et analyse
Le trio comporte un unique mouvement :
1. Allegro vivace

### Allegro vivace
D'une durée d'exécution d'environ 6 minutes, le mouvement est de forme sonate. La réexposition du premier thème est quasi absente. Le second thème est jugé assez conventionnel.

## Discographie
- Arthur Honegger - La musique de chambre, Intégrale en 4 CD. CD n° 2 : Dong-Suk Kang (violon), Raphael Wallfisch (violoncelle), Pascal Devoyon (piano), 1991, label Timpani 1C1009.

### Sources et références
- Harry Halbreich, Arthur Honegger, Fayard/Sacem, 1992, 816 p. (ISBN 2-213-02837-0)

1. 1 2 3 4  p. 337

- Pierre Meylan, Honegger, L'Âge d'Homme, 1982, 205 p.

- Marcel Delannoy, Honegger, Pierre Horay, 1953, 250 p.

- Jacques Tchamkerten, Arthur Honegger, Papillon, 2005, 261 p.